# Universidad de Binghamton

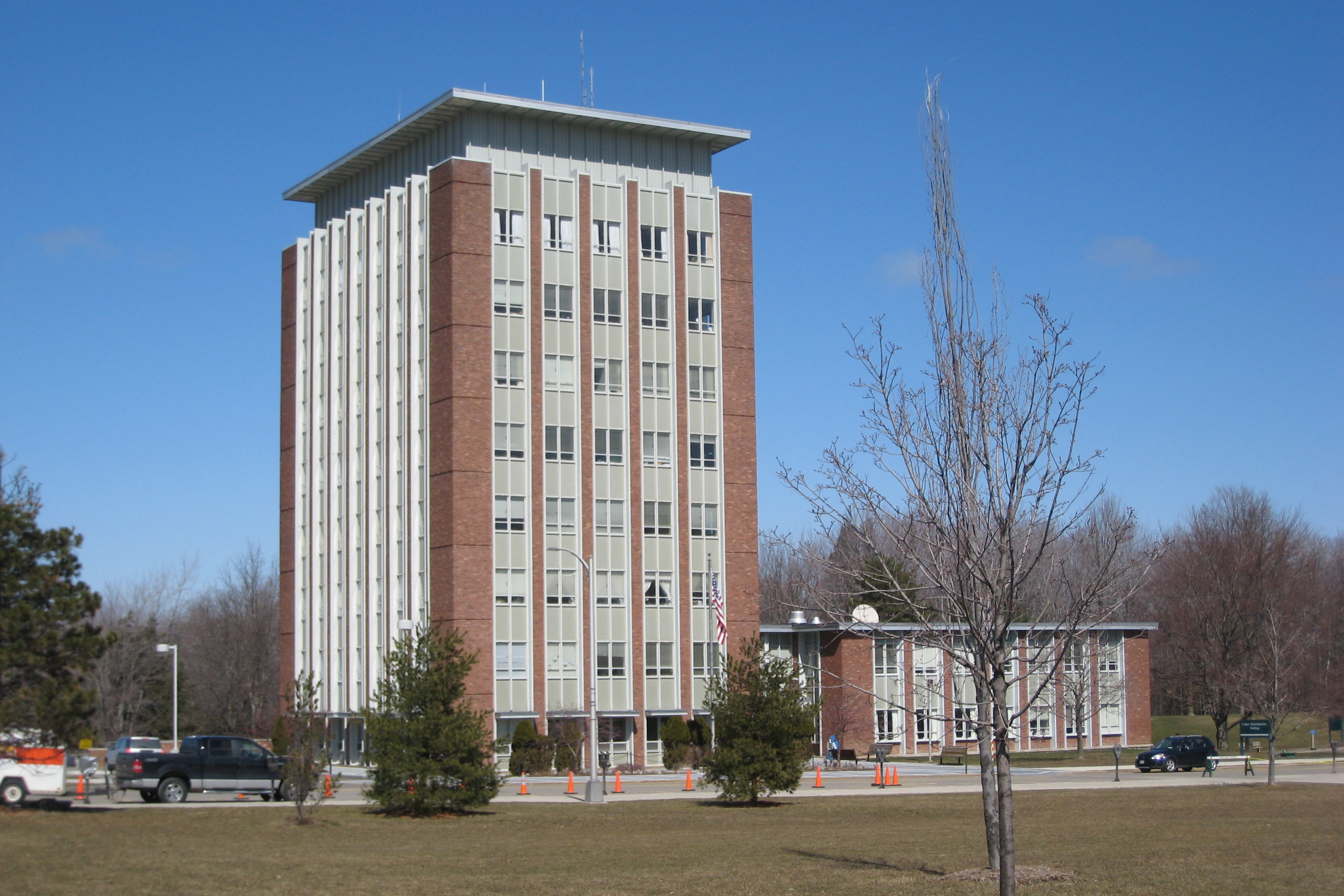
Couper Building.

La Universidad de Binghamton, en inglés Binghamton University (también conocida como BU) es una universidad pública localizada en Vestal, en las cercanías de Binghamton en el estado de Nueva York, Estados Unidos. 
Es una de las cuatro universidades principales del sistema de la Universidad Estatal de Nueva York (SUNY). En 2005 contaba con 14.018 estudiantes, de los cuales 2.844 era de posgrado. La universidad es una de las mejores universidades públicas del país. 

## Historia
La universidad de Binghamton se fundó en 1946 como Triple Cities College en Endicott cerca de Binghamton y era parte de la Universidad de Siracusa. Tras su integración en el sistema de la Universidad Estatal de Nueva York en 1950 la universidad se renombró como Harpur College. Desde 1951 la universidad tiene su sede en el campus actual. Con la elección del Harpur College como una de las cuatro universidades centrales del sistema SUNY, en 1965 se renombró de nuevo como Harpur College, State University of New York at Binghamton. Finalmente en 1992 la universidad adoptó su nombre actual, Binghamton University. A 2010 el Harpur College es el College más importante de la universidad y está dedicado a las Humanidades y Ciencias Naturales.

## Deportes
Los equipos deportivos de la universidad son conocidos como los Binghamton Bearcats, y compiten en la División I de la NCAA desde 2001, formando parte de la America East Conference.

## Personas célebres
- William Baldwin - actor
- Jeffrey B. Berlin - investigador literario y germanista
- Jessica Fridrich – profesora de la universidad, matemática e inventora
- Norman Finkelstein - politólogo
- Camille Paglia - historiadora de arte y cultura, escritira
- Paul Reiser - actor
- Dava Sobel - escritor
- Art Spiegelman - cómico
- Deborah Tannen - lingüista social
- Immanuel Wallerstein - antiguo profesor de la universidad, sociólogo
- Ingrid Michaelson - cantautora